# Herbita capnodiata
Herbita capnodiata là một loài bướm đêm trong họ Geometridae.